# Succinomus
Genre
Succinomus est un  genre fossile d'araignées aranéomorphes de la famille des Succinomidae.

## Distribution
Les espèces de ce genre ont été découvertes dans de l'ambre de la mer Baltique. Elles datent du Paléogène.

## Liste des espèces
Selon The World Spider Catalog 16.5 :
- †Succinomus duomammillae Wunderlich, 2008 ;
- †Succinomus gibbosus Wunderlich, 2012.

## Publication originale
- Wunderlich, 2008 : On extant and fossil members of the RTA-clade in Eocene European ambers of the families Borboropactidae, Corinnidae, Selenopidae, Sparassidae, Trochanteriidae, Zoridae s. l., and of the superfamily Lycosoidea. Beiträge zur Araneologie, vol. 5, p. 470–523.